# Hailles
Hailles (picardisch: Heille) ist eine nordfranzösische Gemeinde mit 405 Einwohnern (Stand 1. Januar 2022) im Département Somme in der Region Hauts-de-France. Die Gemeinde liegt im Arrondissement Montdidier, ist Teil der Communauté de communes Avre Luce Noye und gehört zum Kanton Moreuil.

## Geographie
Die Gemeinde in der Landschaft Amiénois liegt am linken (südlichen) Ufer der Avre gegenüber der Mündung der Luce und ist durch eine Brücke mit Thézy-Glimont verbunden. Die Entfernung nach Boves beträgt rund sieben Kilometer, nach Ailly-sur-Noye rund neun Kilometer und nach Moreuil rund acht Kilometer.

## Geschichte
1870 kam es zu einem erfolglosen Franc-tireur-Angriff auf einen preußischen Offizier. Die Gemeinde erhielt als Auszeichnung das Croix de guerre 1914–1918.

## Einwohner
| 1962 | 1968 | 1975 | 1982 | 1990 | 1999 | 2006 | 2010 |
| ---- | ---- | ---- | ---- | ---- | ---- | ---- | ---- |
| 226  | 236  | 219  | 263  | 319  | 332  | 384  | 429  |

## Verwaltung
Bürgermeister (maire) ist seit 2001 Jacques Van-Oostende.	

## Sehenswürdigkeiten
- nach dem Ersten Weltkrieg wieder aufgebaute Kirche Saint-Vast
- Mairie

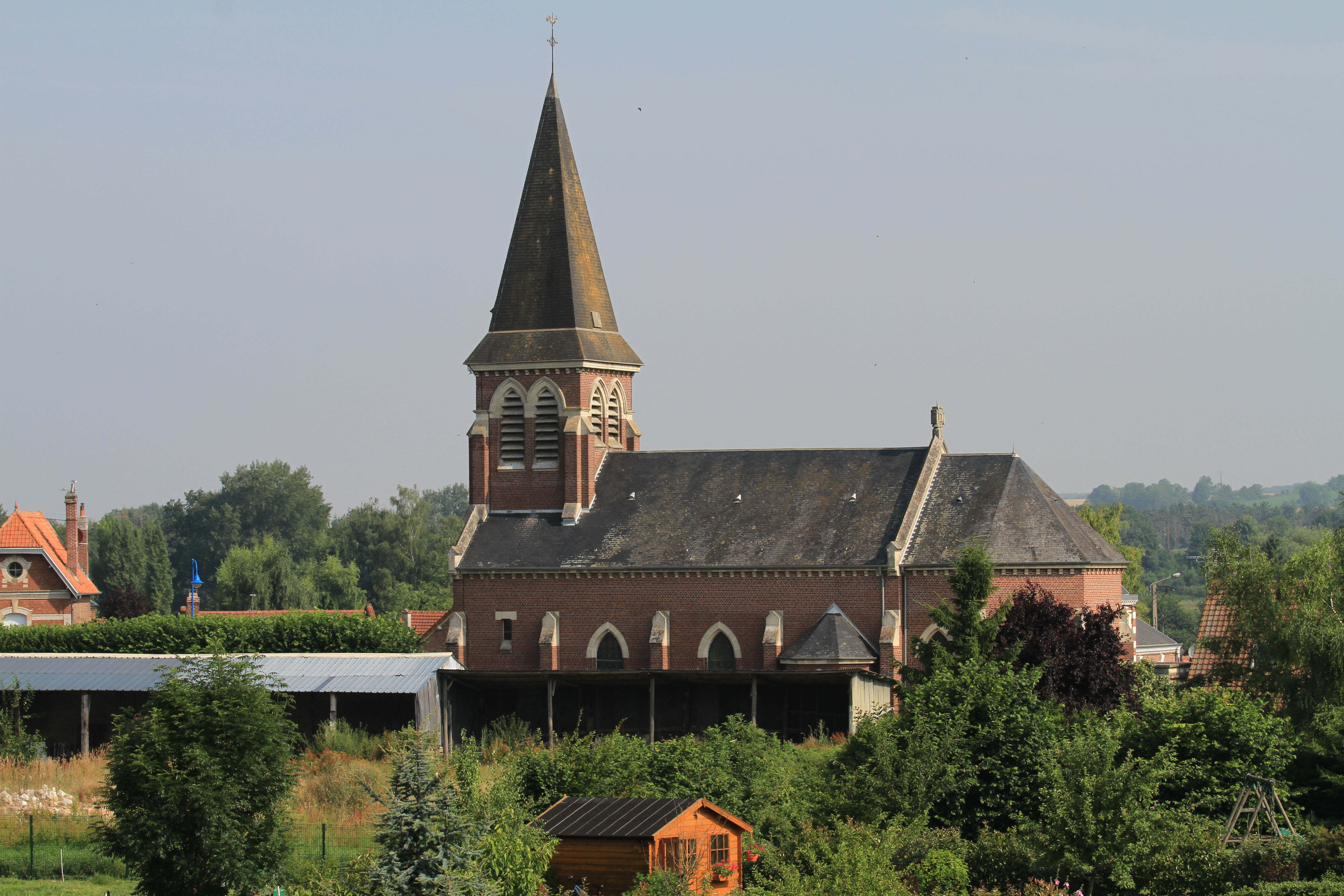
Kirche Saint-Vast
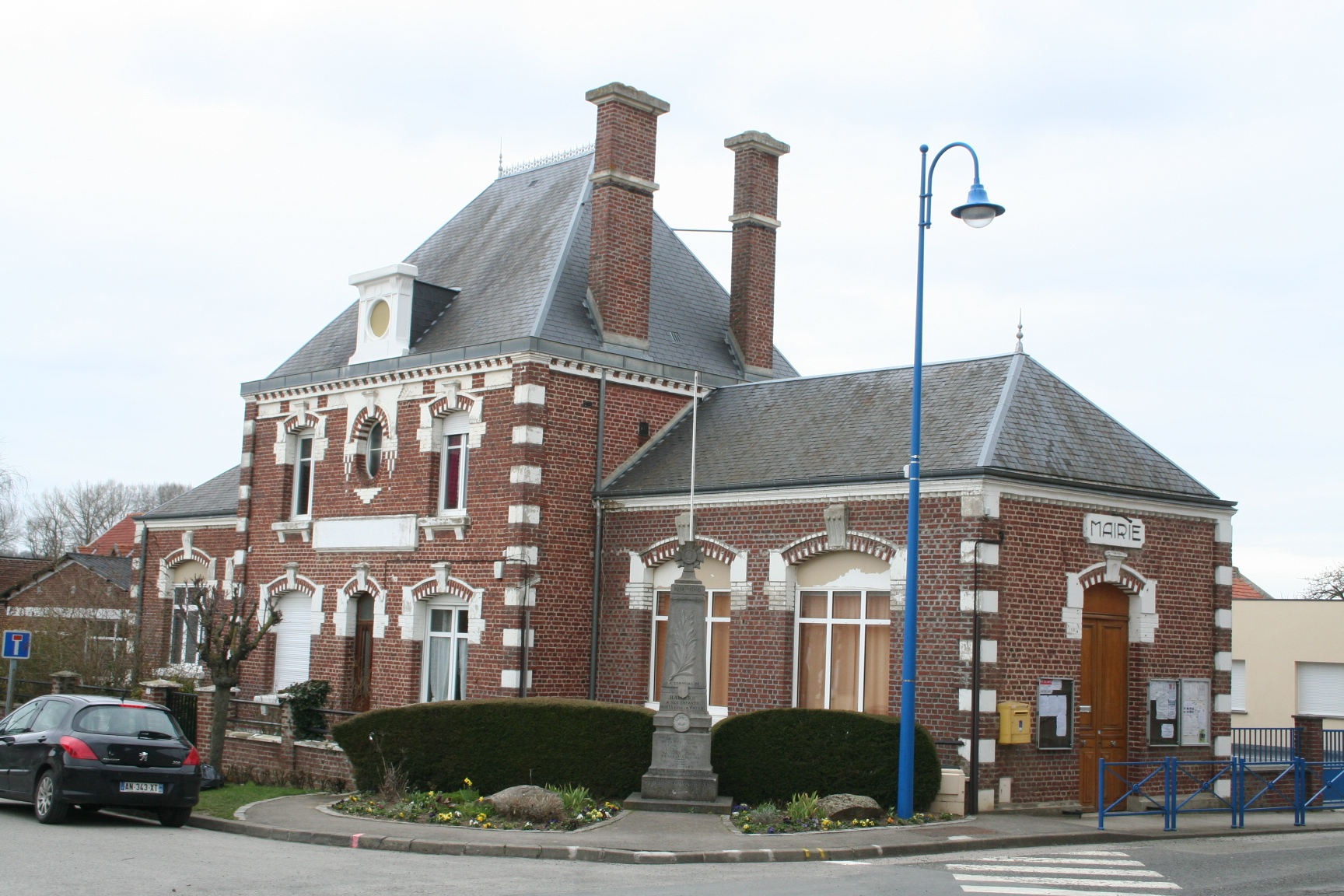
Mairie